# Roy Black

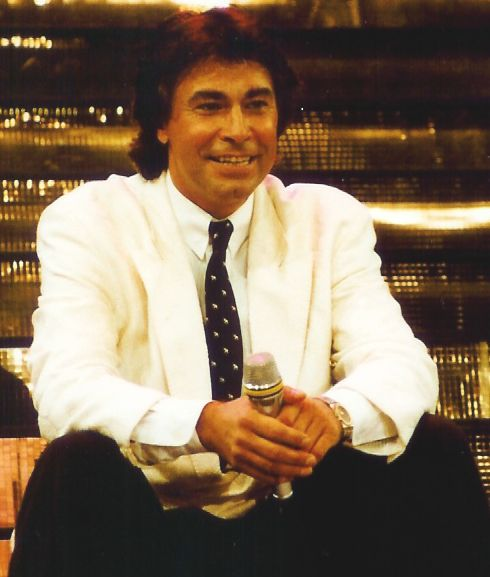
Roy Black (1989)

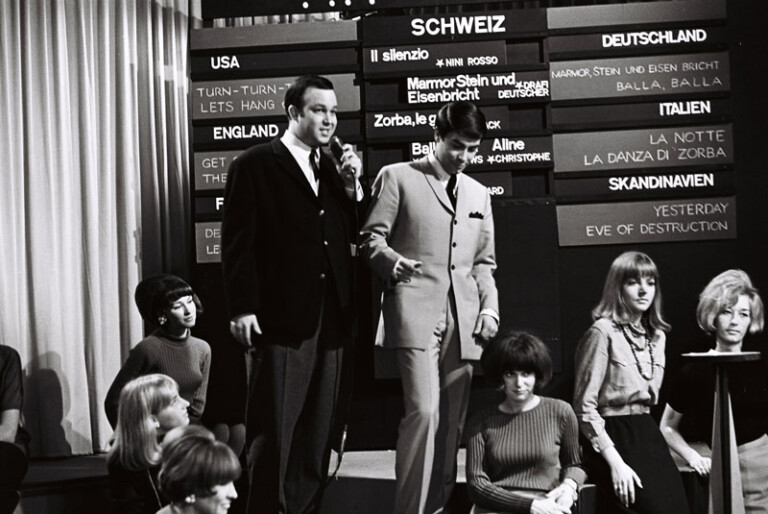
Roy Black und Mal Sondock bei der ersten Folge von Hits à Gogo (1965)

Roy Black (* 25. Januar 1943 in Straßberg bei Augsburg; † 9. Oktober 1991 in Heldenstein bei Mühldorf am Inn; bürgerlich Gerhard Höllerich) war ein deutscher Schlagersänger und Schauspieler, der in mehreren deutschen Musikfilmen und in der Fernsehserie Ein Schloß am Wörthersee mitwirkte.

## Leben
Gerhard Höllerich wurde als ältester Sohn des Kaufmanns Georg Höllerich (1917–1990) und dessen Frau Elisabeth (1922–2013) in Straßberg, im schwäbischen Landkreis Schwabmünchen, geboren. Er besuchte in seinem Geburtsort die Volksschule. 1958 übersiedelte die Familie Höllerich nach Göggingen, heute ein Stadtteil von Augsburg. In der Fuggerstadt besuchte Gerhard Höllerich das Holbein-Gymnasium Augsburg, machte dort das Abitur und wollte Biologie studieren, entschied sich dann aber aus finanziellen Gründen für ein Studium der Betriebswirtschaftslehre, das er nicht abschloss.

### Erste Erfolge

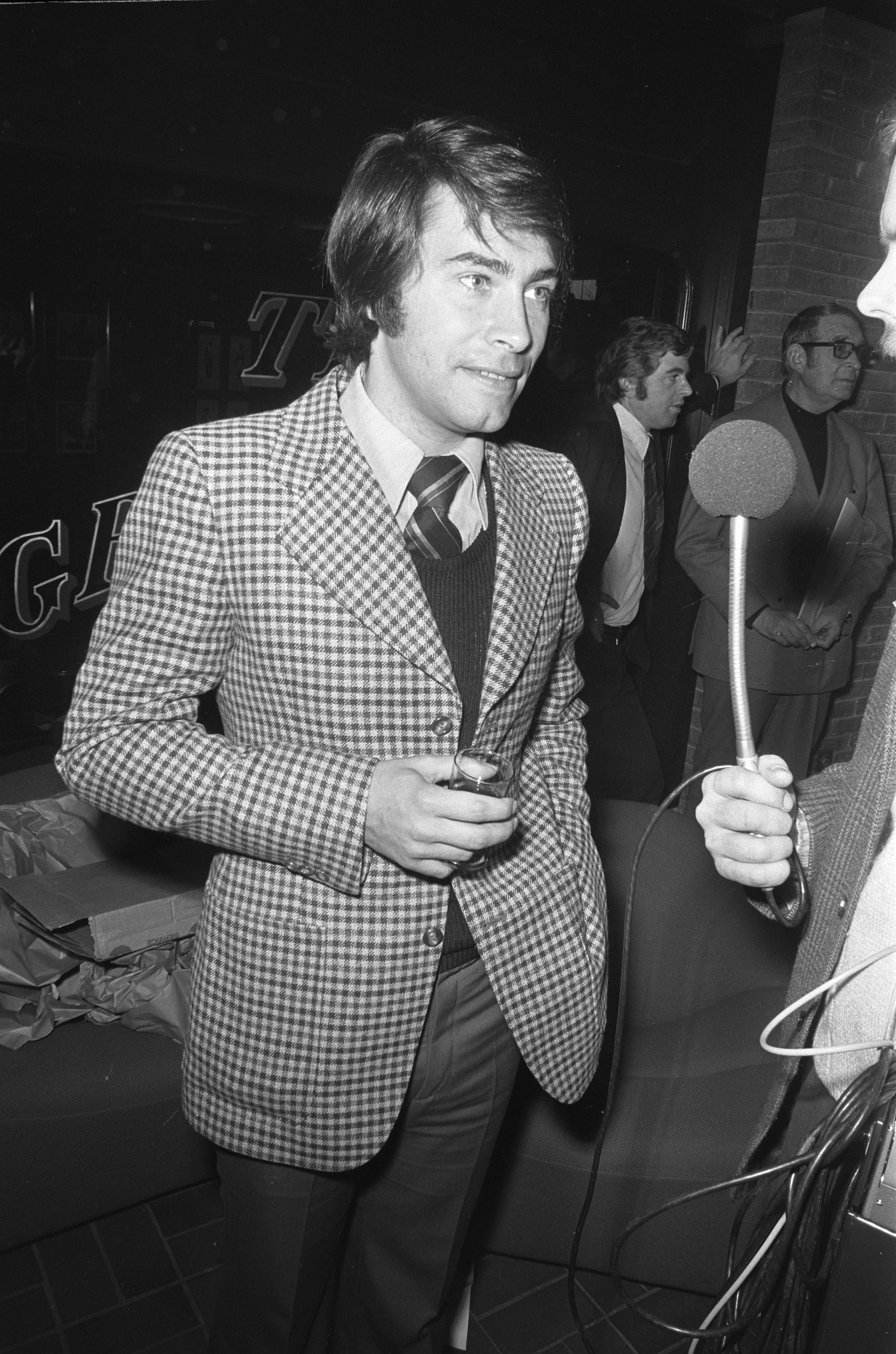
Roy Black (1972)

Erstmals öffentlich sang Höllerich im Fasching 1963 in der Band The Honky Tonks, die in der Augsburger Kneipe Charlys Affenstall auftrat. Am 14. September 1963 gründete er mit den Musikern Günter Ortmann, Dieter Schwedes, Peter Schwedes, Helmut Exenberger und Dieter Sirch die Rock-’n’-Roll-Band Roy Black and his Cannons. Sein Pseudonym „Roy Black“ wurde nach eigener Aussage für Amerikaner erfunden, weil er bei Amerikanern, die damals in Augsburg stationiert waren, Musik gemacht habe. Es sei dann auf deutschen Schallplatten übernommen worden. Das Pseudonym verweist zum einen auf sein schwarzes Haar, das ihm den Spitznamen „Blacky“ eintrug, und zum anderen auf sein Idol, den amerikanischen Sänger Roy Orbison, dem er den Vornamen entlieh. Roy Black and his Cannons hatten ihren ersten offiziellen Auftritt, laut der Roy-Black-Chronik von Manfred Langner und Arno Löb, am 6. Dezember 1963 im Augsburger Tanz-Club Femina, was eine abgebildete Anzeige aus der Augsburger Allgemeinen belegt. Sie spielten aber auch als Cover-Band mit Liedern von Elvis Presley bis zu den Beatles in den drei großen US-Kasernen von Augsburg. Am 16. Juni 1964 gewannen Roy Black and his Cannons einen Talentwettbewerb bei einem Schülerball im Augsburger Moritzsaal.
Von diesem Auftritt der Cannons erfuhr der Polydor-Produzent Hans Bertram durch einen TV-Bericht, als er gerade in München weilte. Er schrieb von Köln aus an das Holbein-Gymnasium, die Schule von Roy Black, um mit Gerhard Höllerich Kontakt zu bekommen, wie das Originalschreiben im Besitz des Roy-Black-Biografen Arno Löb belegt. Am 25. August 1964 wurde aus Gerhard Höllerich „Roy Black“, und am 1. September 1964 erhielt er einen Plattenvertrag. Roy Black brach sein Studium der Betriebswirtschaftslehre in München ab, um sich auf die Musik zu konzentrieren.
Die beiden ersten Singles von Roy Black and his Cannons, aufgenommen im Sommer 1964, hießen Sweet Baby mein [sic!] und Darling my Love. Die erste wurde ein kleiner Achtungserfolg, nicht zuletzt durch den Einsatz eines Augsburger Automatenaufstellers, der für kurze Zeit Roy Blacks Tourmanager wurde. Die zweite Single war kein Erfolg. Die dritte Single Du bist nicht allein, die Black ohne The Cannons sang, wurde sein erster kommerzieller Erfolg. Diese Soloaufnahme erreichte im Winter 1965 die Top Ten der deutschen Hitparaden. Hinter den Rolling Stones mit Satisfaction, den Byrds mit Mr. Tambourine Man und den Rainbows mit Balla Balla kam sie bis auf Platz vier. Der Autor Arno Löb ist der Meinung, dass besonders Elisabeth Bertram, die Ehefrau des Produzenten, die bei Radio Luxemburg großen Einfluss auf das Programm hatte und die Platten ihres Mannes einsetzen ließ, die Karriere von Roy Black beeinflusst hat.

### Durchbruch

Label der Single Ganz in Weiß (1966)

Mit dem Lied Ganz in Weiß nach dem Text von Kurt Hertha und der Musik von Rolf Arland wurde Black im Frühjahr 1966 schließlich zum Schlager-Star in Deutschland. Rund 2,5 Millionen Singles wurden verkauft. Das auf der Single-B-Seite befindliche Stück Ich suche dich, die deutsche Coverversion des Elvis-Presley-Hits (Marie's The Name) His Latest Flame, blieb dagegen eher unbeachtet. 1966 erschien unter dem schlichten Titel Roy Black das erste Musikalbum des Künstlers. Im Jahr 1967 wirkte Roy Black erstmals in einem Musikfilm mit: Paradies der flotten Sünder, produziert von Carl Spiehs mit Hans-Jürgen Bäumler, Willy Millowitsch, Ralf Wolter und Lou van Burg. Der Film lief im Frühjahr 1968 in den Kinos an. Seine erste Hauptrolle erhielt Black in Immer Ärger mit den Paukern, der im Herbst 1968 auf die Leinwand kam. Black zur Seite stand Uschi Glas. Auch in Hilfe, ich liebe Zwillinge!, Hochwürden drückt ein Auge zu, Wer zuletzt lacht, lacht am besten und Wenn mein Schätzchen auf die Pauke haut spielten sie zusammen.

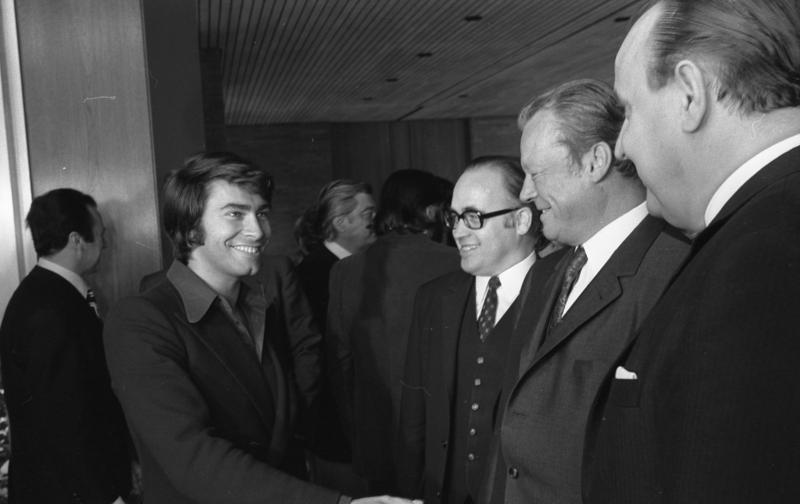
Roy Black bei Bundeskanzler Willy Brandt (1971)

Bis 1969 erreichten alle Singles von Roy Black die Top Ten. Im Jahr 1970 sang Black das Lied der ARD-Fernsehlotterie Ich hab geträumt, das Glück kam heut zu mir. Im Jahr 1971 wurde ihm die Moderation der Fernsehshow Hätten Sie heute Zeit für mich? angeboten; er lehnte jedoch ab, und Michael Schanze übernahm die Moderation. Im Duett mit Anita Hegerland, einer zehnjährigen Norwegerin, hatte Roy Black im Herbst 1971 seinen letzten großen Erfolg: Schön ist es auf der Welt zu sein, ein Kinderlied-Schlager, den er auch in dem Musikfilm Wenn mein Schätzchen auf die Pauke haut in den Kinos präsentierte. Der Titel hielt sich 18 Wochen in den deutschen Top Ten. Zusammen mit Hegerland brachte er auch eine Version auf Schwedisch, Då är det skönt att finnas till, heraus. Im selben Jahr erschien zum Film Grün ist die Heide ein Album, das eine Vertonung von Gedichten von Hermann Löns war. Danach hatte Roy Black keinen großen kommerziellen Erfolg mehr.
Im Herbst 1974 trennte er sich von dem Produzentenpaar Hans und Elisabeth Bertram. Im Jahr 1973 verlobte sich Roy Black mit dem Fotomodell Silke Vagts, die auch als Layouterin bei dem Teenie-Magazin Bravo arbeitete. Die beiden heirateten am 30. April 1974 in München. Am 1. August 1976 kam Sohn Torsten auf die Welt. Löb schreibt in seinem Buch, Black habe, um Geld zu verdienen, in den 1970er Jahren einen Live-Auftritt nach dem anderen absolviert. Er brachte jährlich oft über 250 Auftritte hinter sich. Löb schreibt weiter, das Finanzamt habe versucht, Black per Taschenpfändung zur Zahlung ausstehender Steuern zu veranlassen. Black trat aus der Kirche aus, um die Kirchensteuer zu sparen. Silke Höllerich bestätigt diese Vorgänge in ihrem Buch. Der Grund für das finanzielle Desaster soll darin gelegen haben, dass Roy Black sein Millionenvermögen unredlichen Beratern anvertraute, die in ihre eigene Tasche wirtschafteten.
Eine Theater-Tournee im Frühjahr 1975 mit dem Stück Warum lügst du, Cherie? von Roy Black wurde zum Misserfolg. Im Juni 1976 sang Roy Black in der Unterhaltungssendung Zum blauen Bock ein Duett zusammen mit Heinz Schenk über die Verwendung englischer Wörter in der deutschen Sprache und bekam dafür einen Bembel überreicht. 1977 hatte er seinen ersten Auftritt in der DDR bei der Schlager-Show des Deutschen Fernsehfunks (DFF) Burgparty im Innenhof der Moritzburg in Halle (Saale). In diesem Zusammenhang entstand der, erst nach der Wende 1989 veröffentlichte, etwa halbstündige Film Halle, meine Liebe – Ein musikalischer Stadtbummel mit Roy Black, über die Stadt Halle mit musikalischer Untermalung durch Roy Black. Ein Jahr später wurde Wolfgang Kaminski sein neuer Tourmanager. Zuvor war Black von seinem Bruder Walter Höllerich betreut worden. Mit Wolfgang Kaminski ging es wieder aufwärts. Mit ihm startete Roy Black mit Orchester eine Bädertour an der Nord- und Ostsee. Nach einem Konzert in der Royal Albert Hall in London und Tourneen durch die DDR hatte Roy Black Anfang der 1980er Jahre wieder berufliche Erfolge. Im Sommer 1983 erreichte sein Lied Wilde Kirschen blühen früh wieder vordere Plätze in den Schlager-Hitparaden, jedoch nicht in den Verkaufslisten. Am 26. November 1985 wurde Roy Black von seiner Ehefrau Silke geschieden. 1984 erschien das Album Dafür dank ich dir mit teils Neuaufnahmen seiner Hits, teils neuen Liedern. Es war sein erstes Album seit sechs Jahren und zugleich seine erste CD. Im Februar 1986 erschien Herzblut und bescherte ihm mit Liedern wie Wahnsinn und In Japan geht die Sonne auf neue Popularität. Am 25. Mai 1986 brach er infolge eines Herzfehlers zusammen, wurde ins Gemeinschaftskrankenhaus Herdecke eingeliefert und erhielt einige Wochen später in München Ersatz für zwei Herzklappen. Schon am 3. Dezember 1986 trat er in Berlin wieder vor 3000 Fans auf.

### Roy Black in der ZDF-Hitparade
Roy Black war mehrmals in der von Dieter Thomas Heck moderierten ZDF-Hitparade vertreten. Am 18. Januar 1969 trat er in der Premierensendung mit Ich denk’ an dich auf und erreichte in den drei nachfolgenden Ausgaben 2, 3 und 4 vom 22. Februar, 5. April und 24. Mai 1969 jeweils den ersten Platz. Danach trat er erst wieder am 11. Juni 1977 mit Sand in deinen Augen in den Neuvorstellungen der 94. Ausgabe der Sendung auf. In den Ausgaben 95 und 96 vom 9. Juli und 6. August 1977 erreichte er damit jeweils den ersten Platz. Somit gelang ihm im Sommer 1977 mit Sand in deinen Augen erstmals wieder ein großer Hit. Anfang 1981 konnte er mit Fremde Erde erneut den Wettbewerb in der Sendung für sich entscheiden. Nach seiner Neuvorstellung am 12. Januar 1981 in Ausgabe 137, kam er in der 138. Ausgabe vom 9. Februar 1981 auf Platz 2 um letztendlich, nach dreimaligen Auftreten, in der 139. Ausgabe am 9. März 1981 die Sendung als absolute Nummer eins und Sieger zu verlassen. Am 21. August 1985 in der 191. Hitparade die inzwischen von Viktor Worms moderiert wurde, trat er mit Titel Mona auf. Einen weiteren Auftritt hatte er in der 198. Hitparade am 19. März 1986 mit dem Titel In Japan geht die Sonne auf. Danach erfolgte eine längere Pause. Erst in der 253. Hitparade am 3. Oktober 1990 war er wieder zu Gast in der Hitparade die inzwischen von Uwe Hübner moderiert wurde. Einen weiteren Auftritt hatte er in der 256. ZDF-Hitparade am 23. Januar 1991 mit dem Titel Wie ein Stern am Horizont. Am 22. Mai 1991 stellte Roy Black in der 260. Ausgabe Frag Maria in der Sendung vor, und am 18. September 1991 absolvierte er in der 264. ZDF-Hitparade mit Ich träume mich zu dir seinen letzten Fernsehauftritt im deutschen Fernsehen bei Uwe Hübner im legendären Studio 1 der Berliner Union-Film.
Seine beiden letzten Titel waren zugleich Roy Blacks letzte Single-Erfolge und Auskopplungen aus seinem letzten, von Dieter Bohlen im Jahr 1991 produzierten Album Rosenzeit. Im Mai 1991 kam Frag Maria auf Platz 67 der Radio-Charts und im August des Jahres erreichte Ich träume mich zu dir dort Platz 39.

### Letzte Arbeit und Tod
Von Dezember 1990 bis zu seinem Tod wohnte Black im nordrhein-westfälischen Herdecke im Ennepe-Ruhr-Kreis. Er hatte dort gemeinsam mit Tommy Steiner ein Doppelhaus erworben, dessen eine Hälfte Black mit seiner Lebensgefährtin bewohnte. Sie brachte am 14. September 1991 die gemeinsame Tochter Nathalie zur Welt. Von RTL plus bekam Black 1989 eine Hauptrolle in der Fernsehserie Ein Schloß am Wörthersee angeboten. In der Serie, in der zahlreiche Gaststars mitwirkten, spielte er den Hotel-Chef Lennie Berger. In der gleichen Zeit trat er mit dem von Drafi Deutscher komponierten Lied Wie ein Stern am Horizont in einigen Fernsehsendungen auf. Am 2. Mai 1990 nahm sich Roy Blacks Vater Georg Höllerich das Leben.

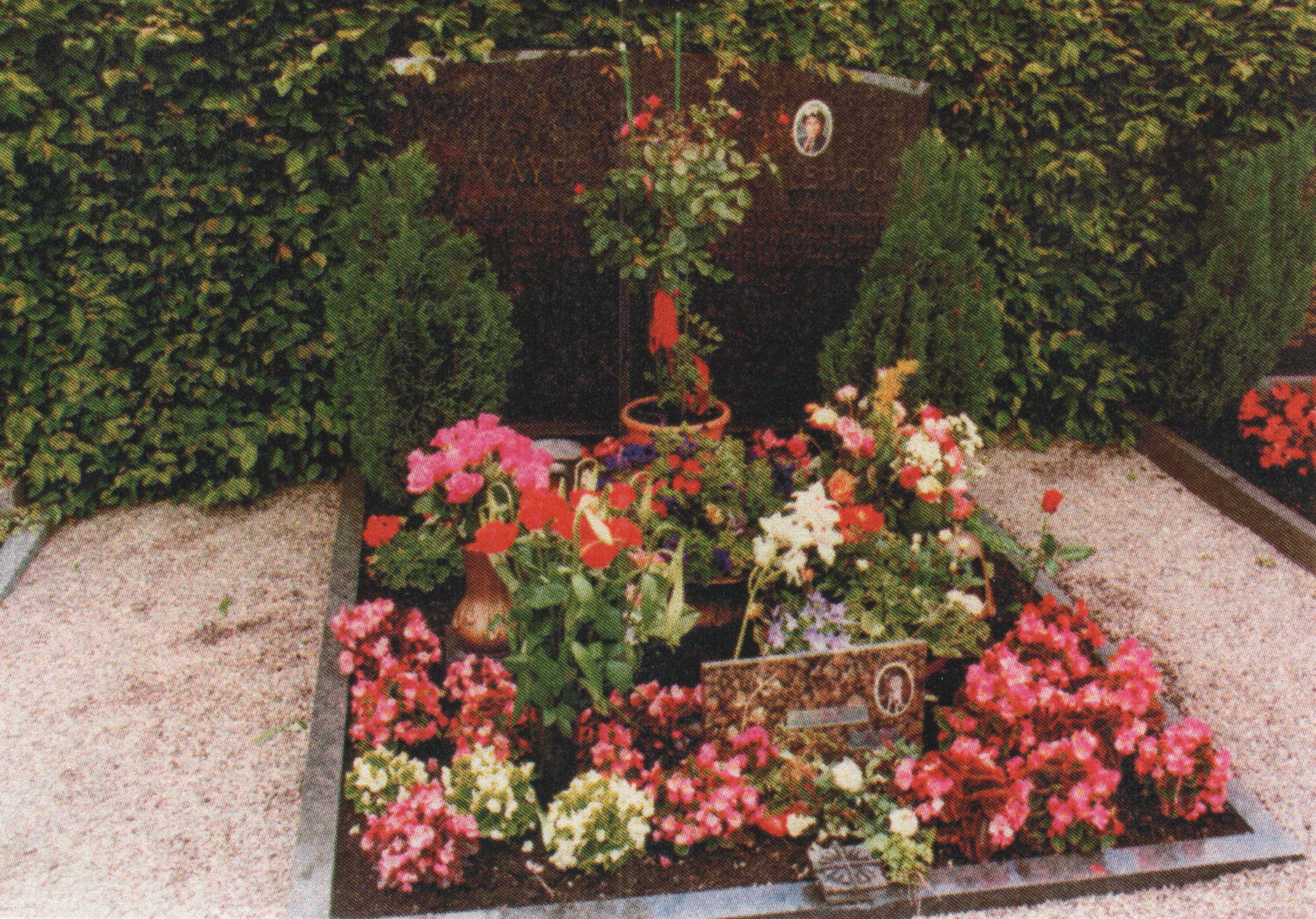
Grabstätte von Roy Black

Nach dem Abschluss der Dreharbeiten zur zweiten Staffel von Ein Schloß am Wörthersee wurde am 7. Oktober 1991 in der Pizzeria Pavillon in Velden am Wörther See eine Abschiedsparty gefeiert. Black bat dabei Produzent Karl Spiehs, die Serie im nächsten Jahr mit denselben Schauspielern fortzusetzen. Von dort aus fuhr er direkt zu seiner vom baldigen Abriss bedrohten Fischerhütte. Am 9. Oktober 1991 starb Roy Black im Alter von 48 Jahren in seiner Fischerhütte in Heldenstein (Oberbayern), wo er sich allein aufhielt. Nach einem Bericht der Bild-Zeitung aus dem Jahr 2011 soll bei der Obduktion ein Blutalkoholwert von drei Promille festgestellt worden sein. Der obduzierende Gerichtsmediziner Wolfgang Eisenmenger wollte diesen Wert jedoch nicht bestätigen. Spekulationen einiger Medien um einen Suizid durch übermäßigen Alkoholkonsum in Verbindung mit den von Roy Black regelmäßig eingenommenen Herzmedikamenten konnten trotz der eindeutigen Diagnose des Herzversagens nie widerlegt oder bestätigt werden, da die Staatsanwaltschaft kein toxikologisches Gutachten in Auftrag gegeben hatte. Diese Hypothese wurde jedoch sowohl von seiner Lebensgefährtin als auch von seinem Bruder ausgeschlossen. Roy Black wurde am 15. Oktober 1991 unter seinem bürgerlichen Namen Gerhard Höllerich in seinem Geburtsort Straßberg bei Augsburg beigesetzt. Das Grab ist zur Pilgerstätte für Roy-Black-Fans geworden. Jedes Jahr veranstalten sie in Augsburg, Bobingen oder Straßberg Gedenkfeiern.

## Persönlichkeit
Silke Höllerich beschrieb ihren Ehemann als einen einerseits phasenweise sehr empathischen, liebevollen Menschen, andererseits als paranoiden, geizigen Egozentriker, der sie vor anderen lächerlich machte, sie betrog, keine Beziehung zu seinem Sohn Torsten aufbauen konnte und im Alltag von seiner Familie und seinem Freundeskreis dieselbe Verehrung erwartete wie von seinem Publikum. Zeit seines Lebens soll Roy Black Probleme gehabt haben, die Gratwanderung zwischen seiner Rolle, der Kunstfigur „Roy Black“, und seinem privaten Ich, Gerhard Höllerich, zu bewältigen. Besonders mit dem Verlust dieser Anerkennung durch das Publikum in den 1970er Jahren konnte er wohl nur schwer fertigwerden; diese Erfahrung machte ihn depressiv, sagte Silke Höllerich. Sie selbst starb laut Medienberichten im Jahr 2002 an der Einnahme einer Überdosis Schlaftabletten.
Roy Black wurde als „Schnulzensänger“ vielfach kritisiert, seine Schlager waren auf dem Radiosender Ö3 des Österreichischen Rundfunks aufgrund des gegen ihn gerichteten Schnulzenerlasses verboten. Er selbst konnte sich mit dieser Rolle nie identifizieren. Der Filmproduzent Karl Spiehs berichtete über ihn: „Er riss gerne Witze über sich selbst, vor allem, wenn er sich unglücklich fühlte. Sein Lieblingswitz: ‚Wie bekommt man das Gehirn eines Schlagersängers auf Erbsengröße? – Einfach aufblasen!‘“ Ähnlich äußerte sich seine mehrfache Filmpartnerin Uschi Glas: „Ich versuchte ihn immer wieder davon zu überzeugen, dass er auch den Roy richtig mögen und akzeptieren sollte. Das war aber einfacher gesagt als getan.“
Auch Thomas Gottschalk sprach in seiner Trauerrede dieses Thema an: „Als Gerhard Höllerich verstand er es, anderen Hoffnung und Mut zu machen. Obwohl er selbst ohne Hoffnung war. Als Roy Black hat er gestrahlt und wurde bewundert. Obwohl er selbst gelitten hat und voller Zweifel war. Mögen die beiden in der Ewigkeit zusammenfinden.“ Die Medien erinnerten daran, dass der Star, der in den 1970er Jahren an privaten Enttäuschungen, Alkoholexzessen, Depressionen, gesundheitlichen Problemen und musikalischen Flops litt, mit seinem Comeback im Fernsehen und der Geburt seiner Tochter erst kurz vor dem Tod sein Leben augenscheinlich wieder in den Griff bekommen zu haben schien. Freunde und Vertraute wie Dagmar Berghoff und Tony Marshall, die an die Freitodtheorie glauben, sind von einer „Kurzschlusshandlung“ überzeugt. Berghoff wird im Focus zitiert: „Er musste ja oft ganz andere Dinge machen, als er wollte. Er sträubte sich, aber er tat es dann doch.“

## Nach seinem Tod

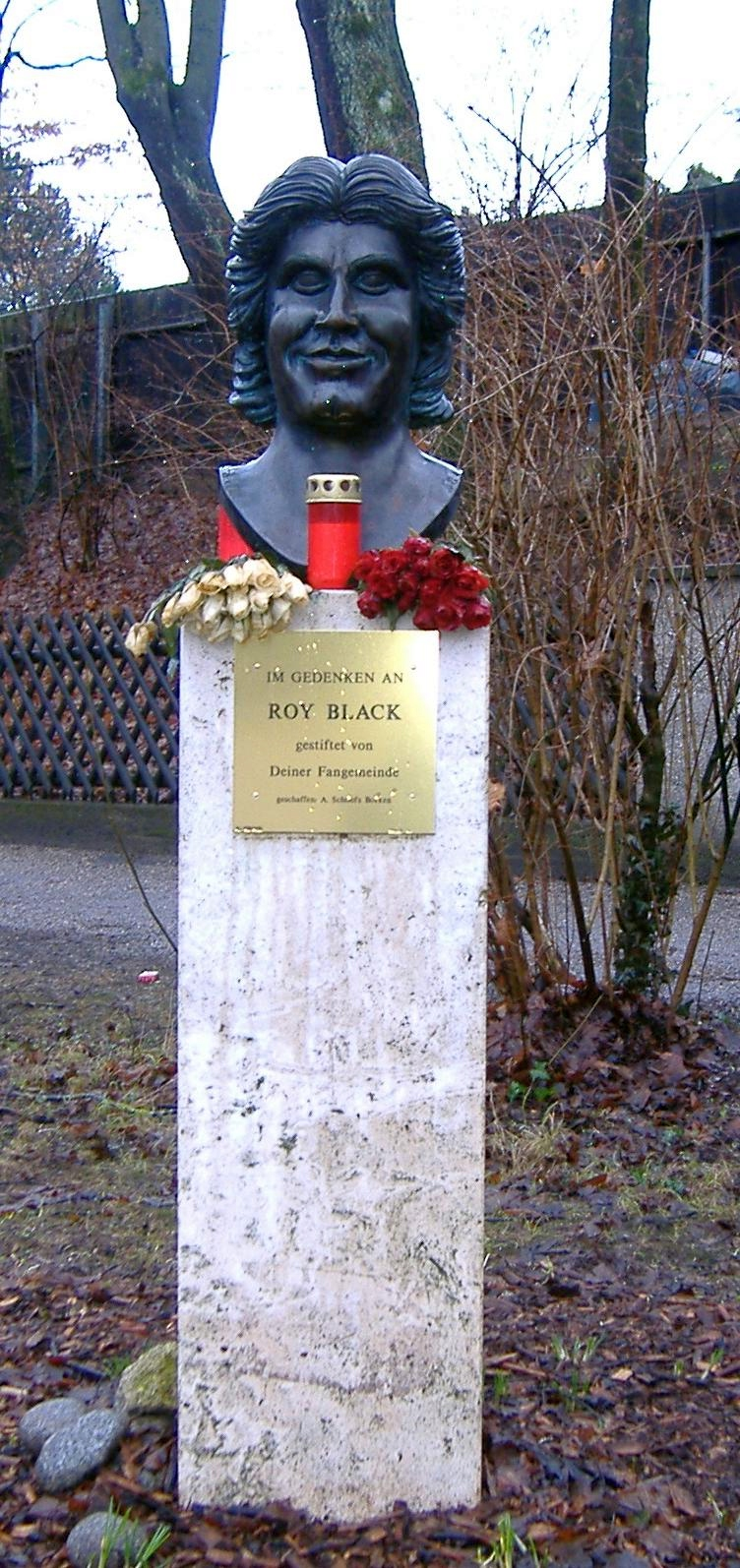
Stele zur Erinnerung an den Sänger in Augsburg-Göggingen am Roy-Black-Weg

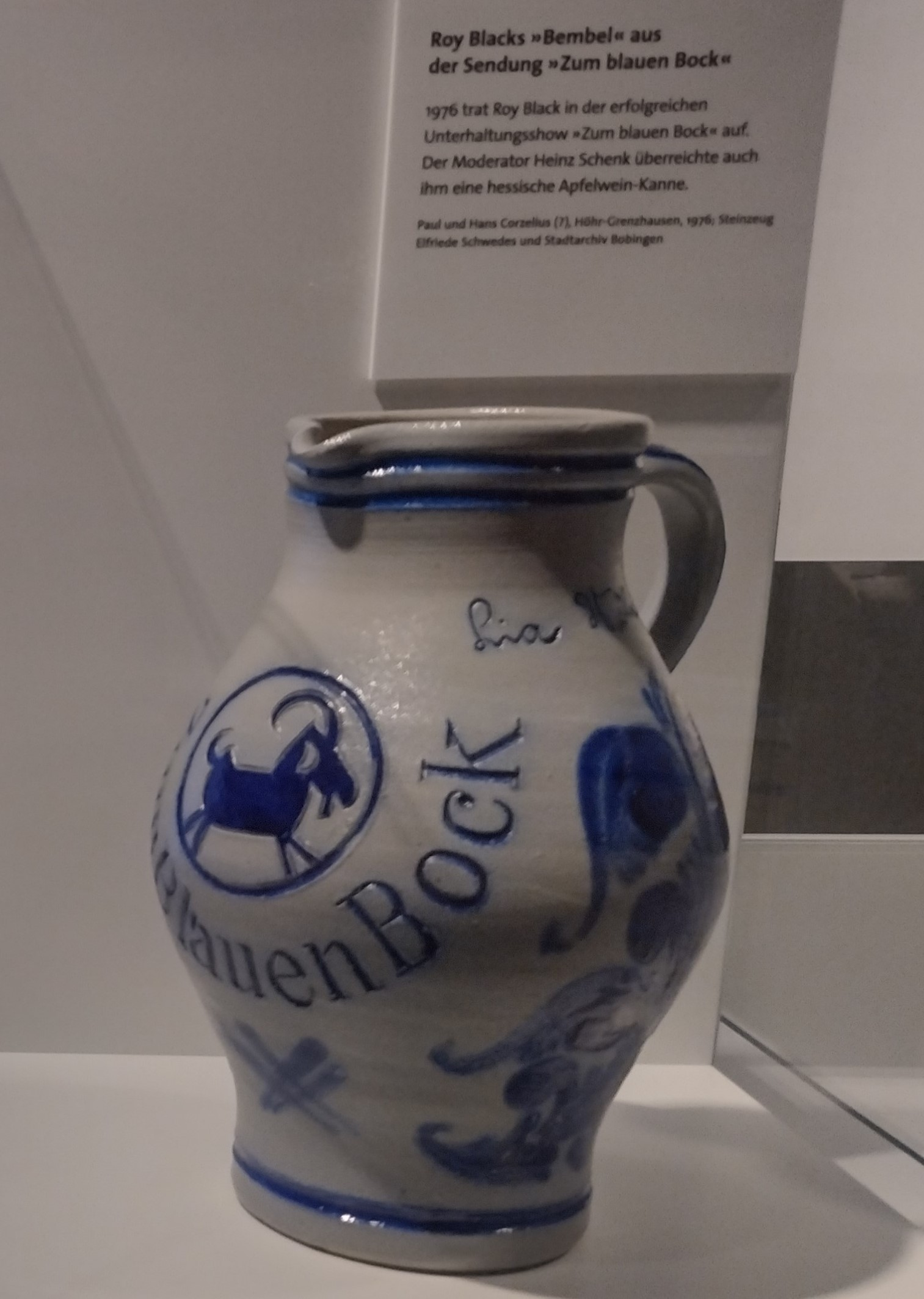
Bembel, den Roy Black in der Unterhaltungssendung Zum Blauen Bock überreicht bekommen hat

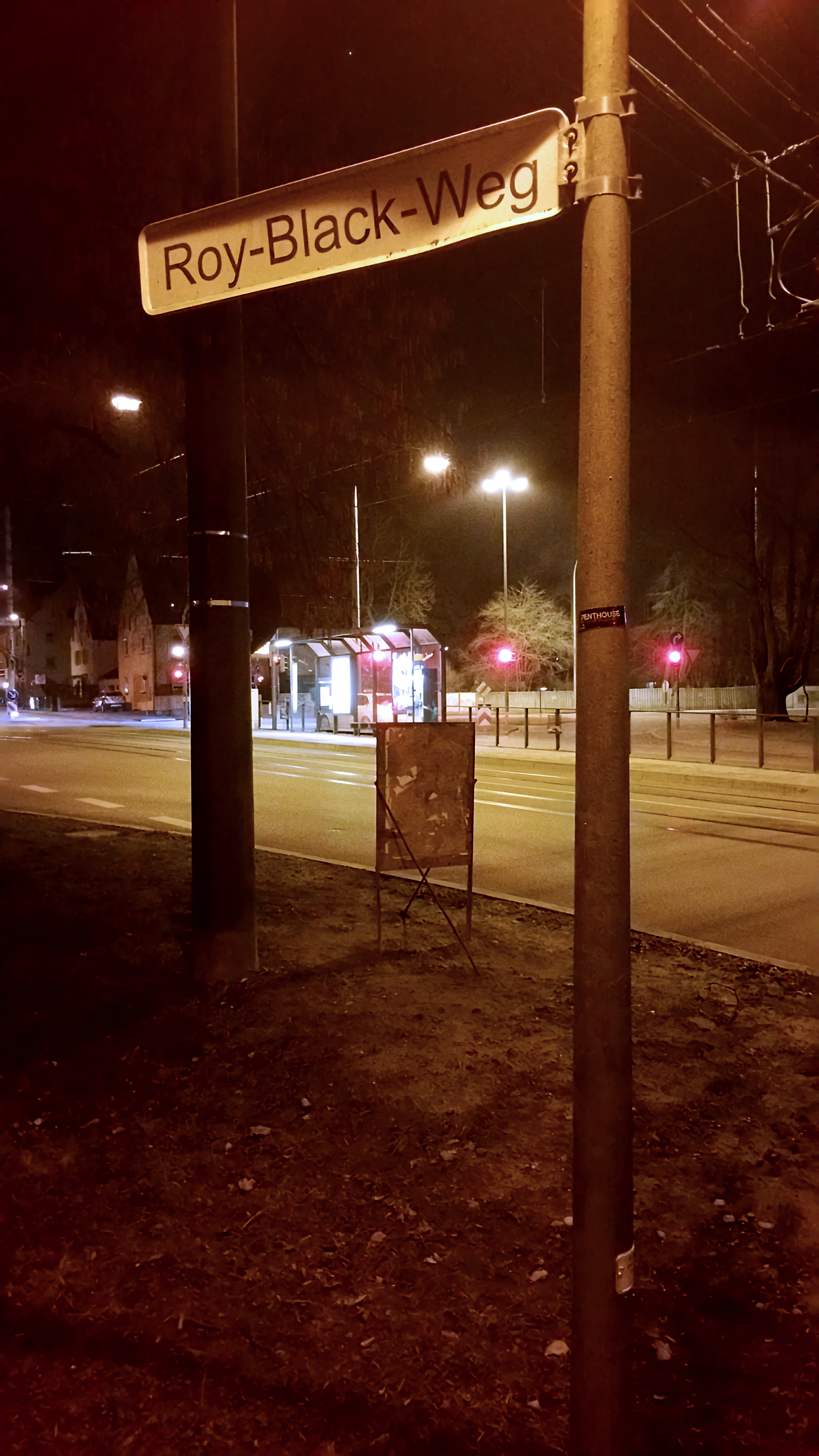
Roy-Black-Weg in Augsburg-Göggingen

Am 9. Oktober 1996 wurde der deutsche Fernsehfilm Du bist nicht allein – Die Roy Black Story zum ersten Mal ausgestrahlt. Die Titelrolle übernahm der deutsch-österreichische Schauspieler Christoph Waltz, der dafür bei den Baden-Badener Tagen des Fernsehspiels im November 1996 einen Sonderpreis erhielt. Die öffentliche Meinung über den Film war geteilt. Während manche ihn als authentisch ansahen und die Handlung anhand der Biografie Roy Blacks nachvollziehen konnten, hielten einige Medien den Film für überzogen und betitelten ihn als „krasse Schwarz-Weiß-Malerei“ (Berliner Morgenpost).
Im Jahr 1999 erschien die Single Der Wanderpriester. Das Lied wurde durch Zufall von Christian Bruhn auf einem alten Tonband wiedergefunden und von Polydor 1999 produziert. Der Komponist des Liedes ist Bruhn selbst und der Text stammt von Fred Jay. Eine weitere unveröffentlichte Aufnahme mit dem Titel Sie ist nicht mehr da wurde 2016 im Rahmen einer TV-Dokumentation über seine Karriere erstmals veröffentlicht. Außerdem ist diese Aufnahme 2016 auch auf der CD/DVD-Compilation Roy Black – Große Erfolge der Sound & Media AG erschienen.
Im Frühjahr 2000 wurde dem Leben des Roy Black das erste deutsche Schlagermusical Ganz in Weiß gewidmet, das von Blacks Biograf Arno Löb geschrieben und von der Berliner Agentur „Valentino“ produziert wurde. Die Uraufführung von Ganz in Weiß fand in der Augsburger Kongresshalle statt, wo Black einen seiner letzten Auftritte hatte. Black wurde bei diesem Musical von Claudio Maniscalco dargestellt, der die Roy-Black-Titel auch live sang.
Im Jahr 2004 wurde in der RTL-Show Die ultimative Chartshow: Die erfolgreichsten Sänger ermittelt, dass Roy Black in Deutschland der erfolgreichste Sänger der letzten vierzig Jahre war. Zudem bekam er insgesamt 13 goldene Löwen von Radio Luxemburg.
In Augsburg wird seit 2012 der „Roy“ verliehen, Roy Black ist hierbei Namensgeber für den Augsburger Pop-Preis.
Der Bembel, den Roy Black 1976 von Heinz Schenk überreicht bekommen hat, ist im Museum Oberschönenfeld ausgestellt.
In Velden am Wörther See wurde anlässlich seines 20-jährigen Todestages eine umstrittene Büste aufgestellt, die allerdings später gestohlen wurde. Eine zweite Büste wurde am 15. September 2020 aufgestellt, die aber auch vier Tage später gestohlen wurde.

## Diskografie
Studioalben

| Jahr | Titel                           | Höchstplatzierung, Gesamtwochen/‑monate, AuszeichnungChartplatzierungen (Jahr, Titel, Platzierungen, Wochen/Monate, Auszeichnungen, Anmerkungen) | Höchstplatzierung, Gesamtwochen/‑monate, AuszeichnungChartplatzierungen (Jahr, Titel, Platzierungen, Wochen/Monate, Auszeichnungen, Anmerkungen) | Höchstplatzierung, Gesamtwochen/‑monate, AuszeichnungChartplatzierungen (Jahr, Titel, Platzierungen, Wochen/Monate, Auszeichnungen, Anmerkungen) | Anmerkungen                                               |
| Jahr | Titel                           | DE | AT | CH | Anmerkungen                                               |
| ---- | ------------------------------- | --- | --- | --- | --------------------------------------------------------- |
| 1966 | Roy Black                       | DE2 (13 Mt.)DE | — | — | Erstveröffentlichung: Oktober 1966                        |
| 1967 | Roy Black 2                     | DE1 (11 Mt.)DE | — | — | Erstveröffentlichung: Oktober 1967                        |
| 1968 | Ich denk’ an Dich               | DE5 (12 Mt.)DE | — | — | Erstveröffentlichung: 15. Oktober 1968                    |
| 1969 | Ich hab’ Dich lieb              | DE5 (7 Mt.)DE | — | — | Erstveröffentlichung: April 1969                          |
| 1969 | Concerto d’amour                | DE6 (6 Mt.)DE | — | — | Erstveröffentlichung: November 1969                       |
| 1970 | Im Land der Lieder              | DE38 (1 Mt.)DE | — | — | Erstveröffentlichung: Mai 1970                            |
| 1970 | Für Dich allein                 | — | — | — | Erstveröffentlichung: 1970                                |
| 1970 | Mein schönstes Wunschkonzert    | — | — | — | Erstveröffentlichung: 1970                                |
| 1971 | Wo bist Du?                     | DE24 (8 Mt.)DE | — | — | Erstveröffentlichung: Februar 1971                        |
| 1971 | Eine Liebesgeschichte           | DE23 (4 Mt.)DE | — | — | Erstveröffentlichung: Oktober 1971                        |
| 1972 | Träume in Samt und Seide        | DE35 (2 Mt.)DE | — | — | Erstveröffentlichung: September 1972                      |
| 1972 | Wunderbar ist die Welt          | — | — | — | Erstveröffentlichung: 1972                                |
| 1973 | Grün ist die Heide              | DE38 (2 Mt.)DE | — | — | Erstveröffentlichung: März 1973                           |
| 1973 | Hier und mit Dir                | — | — | — | Erstveröffentlichung: 1973                                |
| 1974 | Roy Black und die Fischer-Chöre | — | — | — | Erstveröffentlichung: 1974 mit den Fischer-Chören         |
| 1976 | Liebe wie sie Dir gefällt       | — | — | — | Erstveröffentlichung: 1976                                |
| 1978 | Neue Lieder                     | — | — | — | Erstveröffentlichung: 1978                                |
| 1983 | Roy Black                       | — | — | — | Erstveröffentlichung: 1983                                |
| 1984 | Dafür dank’ ich Dir             | — | — | — | Erstveröffentlichung: 1984                                |
| 1986 | Gefühle                         | — | — | — | Erstveröffentlichung: 1986                                |
| 1986 | Herzblut                        | — | — | — | Erstveröffentlichung: 17. Februar 1986                    |
| 1988 | Schwarz auf weiß                | — | — | — | Erstveröffentlichung: 5. August 1988                      |
| 1989 | Ein Hauch von Sinnlichkeit      | — | — | — | Erstveröffentlichung: 13. November 1989                   |
| 1990 | Zeit für Zärtlichkeit           | — | AT— GoldAT | — | Erstveröffentlichung: 26. Oktober 1990 Verkäufe: + 25.000 |
| 1991 | Rosenzeit                       | DE5 Platin · (24 Wo.)DE | AT10 Gold · (18 Wo.)AT | CH15 (7 Wo.)CH | Erstveröffentlichung: 23. August 1991 Verkäufe: + 525.000 |

grau schraffiert: keine Chartdaten aus diesem Jahr verfügbar

## Filmografie

### Kino
- 1968: Paradies der flotten Sünder
- 1968: Immer Ärger mit den Paukern
- 1969: Unser Doktor ist der Beste
- 1969: Hilfe, ich liebe Zwillinge!
- 1970: Wenn du bei mir bist
- 1970: Wer zuletzt lacht, lacht am besten
- 1971: Wenn mein Schätzchen auf die Pauke haut
- 1971: Hochwürden drückt ein Auge zu
- 1972: Kinderarzt Dr. Fröhlich
- 1972: Grün ist die Heide
- 1973: Alter Kahn und junge Liebe
- 1974: Schwarzwaldfahrt aus Liebeskummer

### Fernsehen (Auswahl)
- 1990–1991: Ein Schloß am Wörthersee (Fernsehserie, 21 Folgen)

### Dokumentationen und Biographien
- 1969: Zum Beispiel Roy Black (TV-Dokumentation)
- 1996: Du bist nicht allein – Die Roy Black Story (TV-Verfilmung seines Lebens, mit Christoph Waltz als Roy Black)
- 2000: Legenden – Roy Black (TV-Dokumentation)
- 2013: Das Roy-Black-Musical – Von Arno Löb (verfilmt auf DVD)
- 2016: Roy Black – eine Legende. Unvergessen (TV-Dokumentation)

## Auszeichnungen
- 1966: Bravo Otto in Bronze
- 1966: Radio Luxemburg zwei Löwen in Silber
- 1967: Bravo Otto in Gold
- 1967: Radio Luxemburg zwei Löwen in Gold
- 1967: Billboard Trophäe Top artist of Westgermany in Amerika verliehen
- 1968: Goldene Schallplatte für „Ganz in Weiß“
- 1968: Bravo Otto in Gold
- 1968: Goldene Europa
- 1968: Radio Luxemburg ein Löwe in Silber
- 1968: Das goldene Radio der Starparade
- 1969: Für den Film Hilfe ich liebe Zwillinge zweimal die Goldene Leinwand
- 1969: Bravo Otto in Gold
- 1969: Goldene Europa
- 1970: Bravo Otto in Gold
- 1970: Radio Luxemburg ein Löwe in Gold
- 1970: Goldene Europa
- 1971: Bravo Otto in Silber
- 1971: Radio Luxemburg je ein Löwe in Gold und Silber
- 1971: Goldene Europa
- 1971: Der goldene Sendeturm – für Sänger des Jahres von Radio Luxemburg
- 1972: Bravo Otto in Bronze
- 1972: Radio Luxemburg ein Löwe in Gold
- 1972: Krawattenmann des Jahres
- 1972: Goldene Europa
- 1973: Radio Luxemburg ein Löwe in Gold
- 1975: Goldener Wurm
- 1976: Silberne Drehorgel
- 1977: Radio Luxemburg ein Löwe in Bronze
- 1977: Silberne Drehorgel
- 1978: Goldene Drehorgel
- 1979: Goldene Drehorgel
- 1980: Hermann-Löns-Medaille
- 1980: Goldene Drehorgel
- 1981: Goldene Stimmgabel
- 1981: Goldene Europa
- 1982: Das goldene Herz – für mehr als 1 Mio. verkaufte Einheiten
- 1984: Goldene Stimmgabel
- 1986: Radio Luxemburg ein Löwe in Bronze
- 1987: Radio Luxemburg ein Löwe in Bronze
- 1989: Goldene Stimmgabel
- 1989: Goldener Nürnberger Trichter
- 1990: Goldene Stimmgabel
- 1990: Goldene WAZ – Mikrophon
- 1990: Ehren-Antenne in Gold
- 1991: Ehren-Antenne in Gold, wurde von Tommy Steiner entgegengenommen